# Wilhelm Lorey
Wilhelm Lorey (* 23. Januar 1873 in Frankfurt am Main; † 3. Juli 1955 in Königstein im Taunus) war ein deutscher Mathematiker.

## Leben und Wirken
Nach der Erlangung der höheren Reife 1891 am Städtischen Gymnasium Hannover studierte Wilhelm Lorey Mathematik an den Universitäten in Halle, München und Göttingen. Nach seinem bestandenen Staatsexamen verblieb Lorey in Göttingen zu speziellen mathematischen Studien und war dort Mitglied des 1895 gegründeten ersten deutschen Seminars für Versicherungswissenschaft. 1901 promovierte er an der Universität Halle über das geometrische Mittel insbesondere über eine dadurch bewirkte Annäherung kubischer Irrationalitäten. Bereits seit 1896 stand Lorey im höheren Schuldienst anfangs in Leer, Quakenbrück, Remscheid und Görlitz, ab 1909 als Prorektor an der Oberrealschule in Minden.
Am 16. April 1912 wurde Lorey als Nachfolger von Hermann Raydt (1851–1914) zum Direktor der Öffentlichen Handelslehranstalt zu Leipzig ernannt, welche er bis Ende 1932 20 Jahre leitete. Ab 1920 arbeitete er zusätzlich bis 1933, zunächst im Lehrauftrag und später als Dozent, am neugegründeten Institut für Versicherungswissenschaften der Universität Leipzig. Nach Ende des Zweiten Weltkrieges begann er an der Johann Wolfgang Goethe-Universität Frankfurt am Main ein regelmäßiges Kolloquium über Mathematikgeschichte zu halten und hielt daselbst ab 1953 eine Ehrenprofessur.
Loreys wissenschaftliches Interesse lag vor allem in der Mathematikhistorik und dem mathematischen Unterricht des 19. Jahrhunderts in Deutschland. Für seine Leistungen wurde er am 4. November 1918 in die Fachsektion Mathematik und Astronomie der Deutschen Akademie der Naturforscher Leopoldina gewählt (Matrikelnummer 3407). Am 4. März 1953 erhielt er das Bundesverdienstkreuz. Sein Nachlass bestehend aus Manuskripten, Reisebeschreibungen, Tagebüchern, Zettelkästen, Briefen und Sammelstücken befindet sich in der Universitätsbibliothek Johann Christian Senckenberg (Signatur Na 42).

## Veröffentlichungen (Auswahl)
- Über das geometrische Mittel insbesondere über eine dadurch bewirkte Annäherung kubischer Irrationalitäten. Wissenschaftliche Beilage zum Jahresbericht des Realgymnasiums i. E. mit Realschule in Remscheid. Krumm, Remscheid 1901 (27 S., Dissertation).
- Staatsprüfung und praktische Ausbildung der Mathematiker an den höheren Schulen in Preußen und in einigen norddeutschen Staaten. B.G. Teubner, Leipzig 1911 (VI, 118 S.).
- Das Studium der Mathematik an den deutschen Universitäten seit Anfang des 19. Jahrhunderts. Mit 13 Abbildungen im Text und auf 4 Tafeln sowie einem Schlußwort zu Band III von F. Klein (= Abhandlungen über den mathematischen Unterricht in Deutschland. Band 3, Heft 9). B.G. Teubner, Leipzig, Berlin 1916.
- Der Deutsche Verein zur Förderung des mathematischen und naturwissenschaftlichen Unterrichts e.V. 1891–1938. Ein Rückblick zugleich auch auf die mathematische und naturwissenschaftliche Erziehung und Bildung in den letzten fünfzig Jahren. Verlag Otto Salle, Frankfurt a. M. 1938.